# Conservatorio Santa Cecilia
El conservatorio de música Santa Cecilia es el conservatorio de música estatal de Roma.

## Historia
El nacimiento de la institución se remonta a 1875 de la mano de Giovanni Sgambati y Ettore Pinelli en el contexto de la reorganización de la educación llevada a cabo por el estado de Saboya. La institución musical, sin embargo, tiene sus raíces en una época más remota, el siglo XVI, ya que procede de la Congregación de Músicos de Roma, que luego se convirtió en la Academia Nacional de Santa Cecilia. Con el tiempo, el instituto llegó a ser una de las principales escuelas de música del entonces Estado Pontificio. En 1895, se inauguró su salón académico, que además de disponer de una buena acústica, cuenta con un gran órgano y una capacidad total de unas mil doscientas personas. En 2013, se inauguró la sucursal de Sant'Andrea delle Fratte, ubicada a poca distancia de la sede histórica en via dei Greci. Hay otra oficina descentralizada ubicada en Rieti, en el parque de la música de Villa Battistini.

## Estructura
El conservatorio está organizado en los siguientes departamentos:
- Canto
- Didáctica
- Nuevas tecnologías y lenguajes musicales – Jazz
- Nuevas tecnologías y lenguajes musicales – Música electrónica
- Instrumentos de cuerda y de arco
- Instrumentos de viento
- Teclados e instrumentos de percusión
- Teoría y análisis, composición y dirección